# Календжин

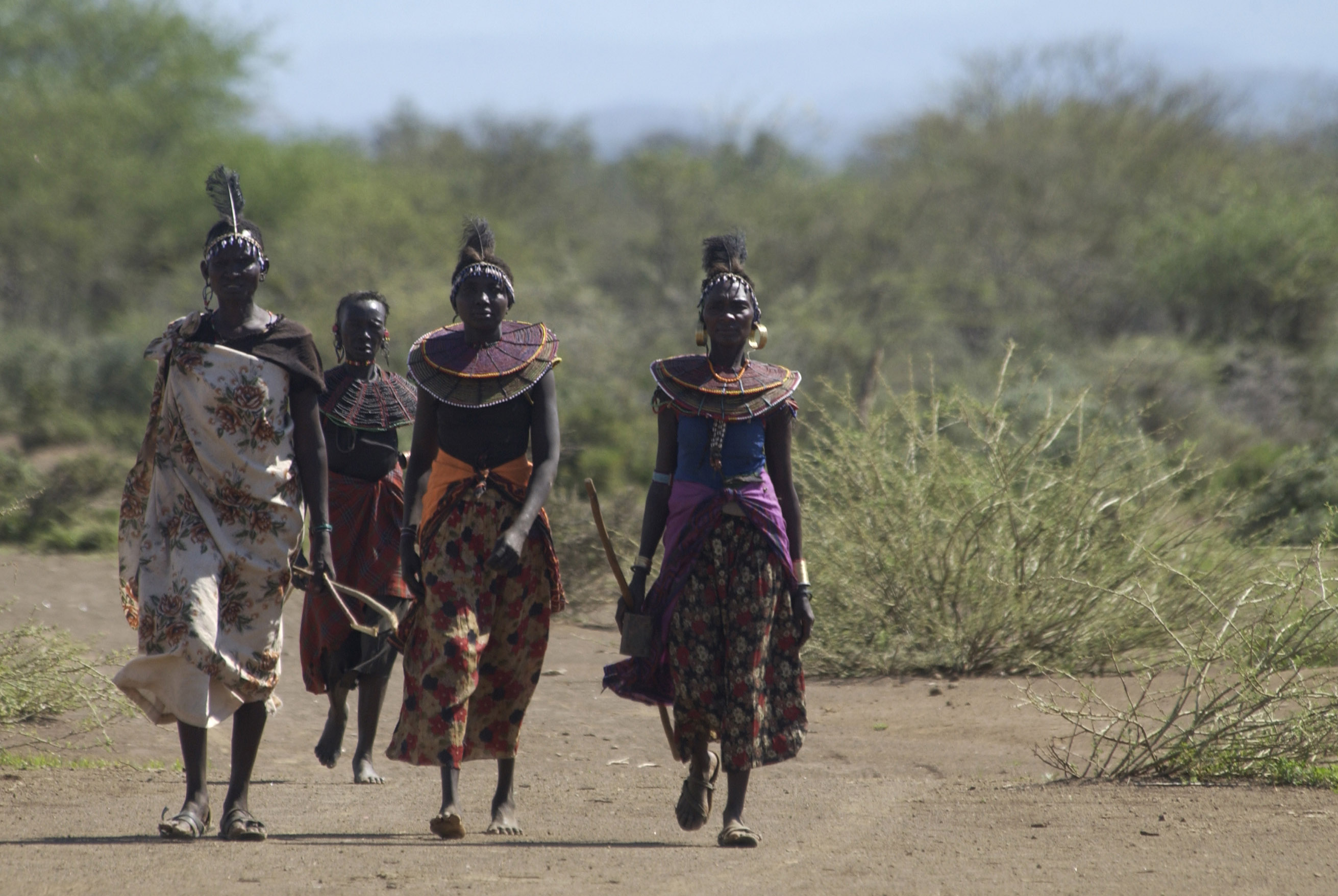
Женщины календжин

Календжин — этническая группа на территории Кении, относящаяся к нилотским народам, включающая кипсигис, мараквет, нанди, покот, сабаот, сук, туген, элгейо и некоторые другие более мелкие этнические подгруппы, имеющие свои племенные организации. Численность — 3,46 млн человек (оценка на 1999).

## Язык
Календжин говорят на восточносуданских языках шари-нильской группы нило-сахарской языковой семьи.

## История
Согласно преданиям, родиной календжин была гора Элгон, по другой версии — Древний Египет. Календжин населяют западные склоны Центральных нагорий и долину Керио. В современной Кении намечается консолидация календжин.

## Основные занятия
Земледелие, в том числе выращивание товарных культур (чай, пиретрум), разведение домашнего скота, а в регионах с более засушливым климатом — полукочевое скотоводство.

## Спорт
Последние три десятилетия кенийские бегуны, среди которых выделяются представители календжин, доминируют на мировой арене. Достижению таких результатов способствует их образ жизни. Календжин живут на высокогорных плато в провинции Рифт-Валли. Мужчины пасут скот, дети помогают им уже с пяти лет; перегоняя стада, они ежедневно пробегают несколько десятков километров и в результате уже в юности великолепно физически развиты. Также важное значение имеет рацион питания календжин. Их основное блюдо — угали — является богатейшим источником энергии.

## Жилище
Традиционное жилище календжин — хижина на каркасе из веток, крыша из травы.